# 英國緊急醫療機構
英国紧急医疗机构（英語：Emergency medical services in the United Kingdom），为患有急性疾病或受伤的人提供急救护理，其主要由由英格兰、苏格兰、威尔士和北爱尔兰的四个國民保健署在使用点免费提供。急救护理（包括救护车和急诊科治疗）只會向英国国民免费提供，而未獲國民保健署免费护理的人则可能需要自費享用。國民保健署現時委托屬下14間組織（英格兰11个，其他3个構成國各1个）提供大多数的紧急医疗服务。
與同其他紧急服务一样，公众可以通過致電其中一個緊急救難電話號碼（999或112）以获取紧急医疗服务。
除了國民保健署所提供的救护车服务，當地亦有一些私人和志愿紧急医疗服务可以使用。例如，相關組織會於公共事件或大型私人地方中使用私人或志愿者救护车。某些社區亦設有社区应急人员。除苏格兰的一项服务外，英国的空中救护服務不属于国民保健服务體系的一部分，而其资金来自慈善捐款，不过护理人员和医生通常是从当地国民保健服务机构和医院借调的。

## 救护服务的角色
法律要求英国各地的公共救护车服务部门对四种护理请求做出回应，为：
- 紧急电话（通过999或112系统）
- 医生的紧急入院要求
- 高依赖性和紧急医院间转移
- 重大事件

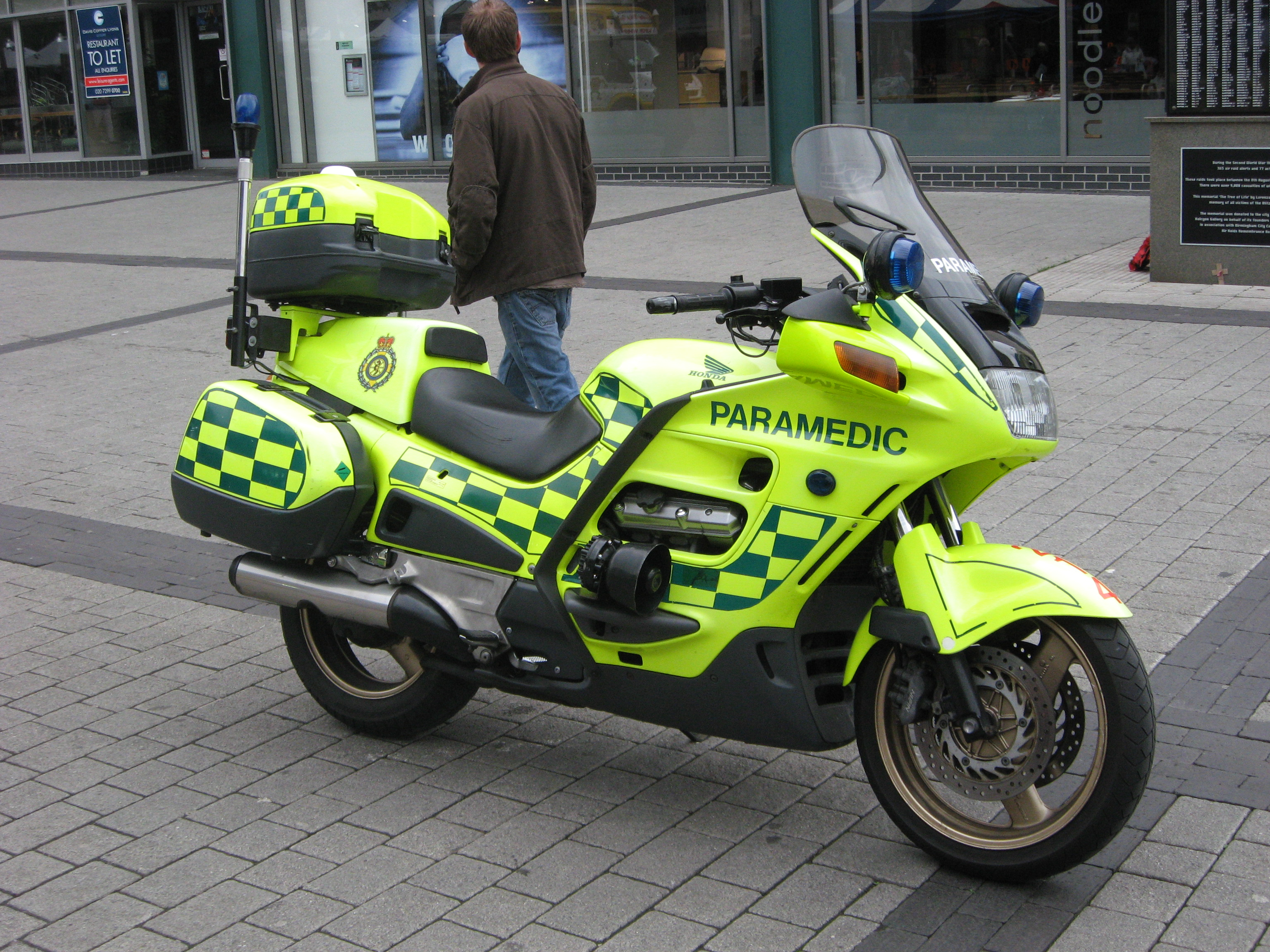
伯明翰的医护人员的摩托车

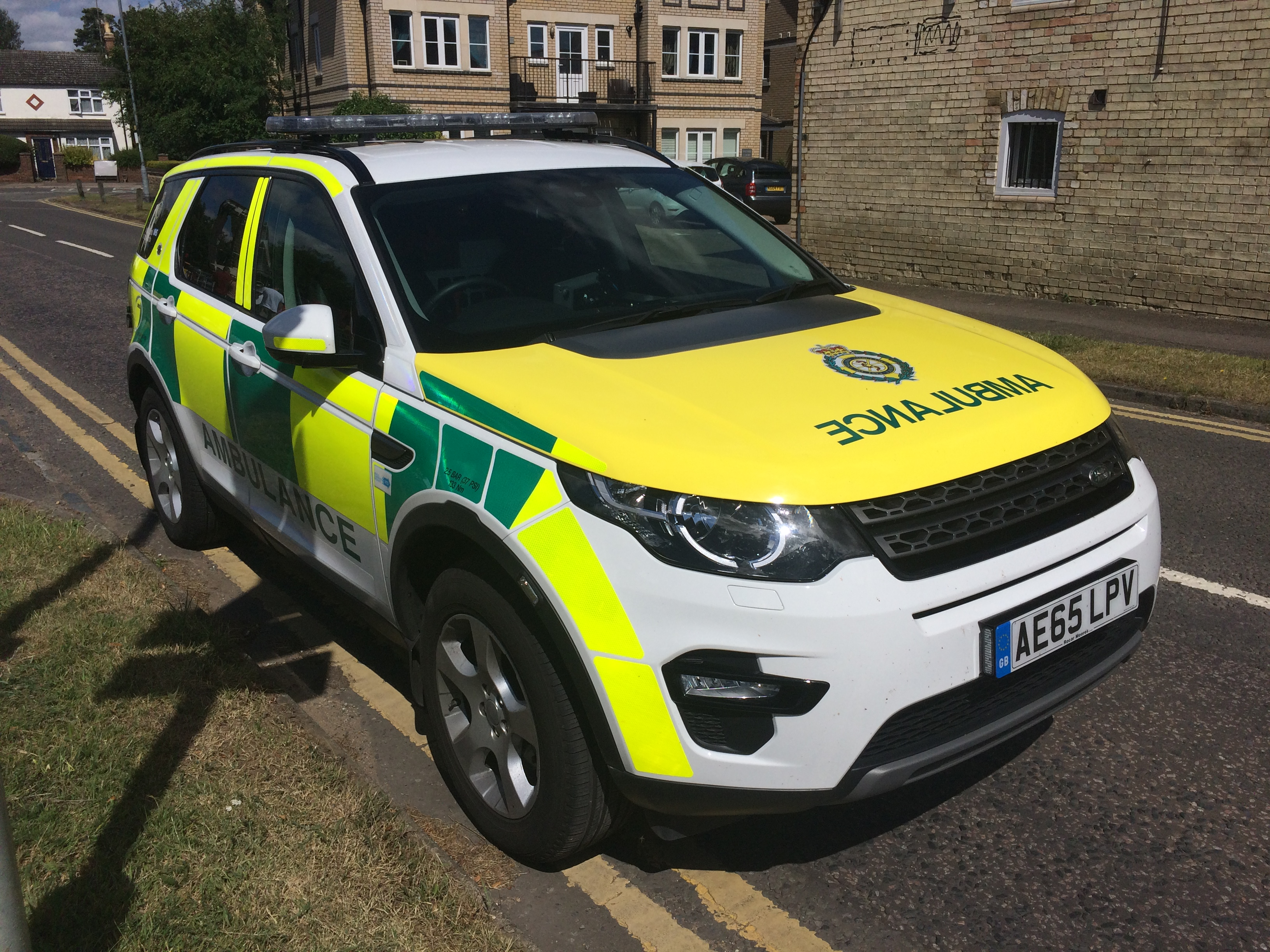
英格兰东部的救护快速反应车

救护车信托和服务还可以与当地医院信托或卫生委员会进行商业安排上的非紧急病人运输服务，或者在某些情况下根据直接资助的政府合同进行，尽管这些合同越来越多地由私人和自愿提供者履行 。

## 历史
另请参阅：2006年之前的NHS救护车服务
1946年《国家卫生服务法》（National Health Service Act 1946）赋予县和自治市镇议会一项提供紧急救护车服务的法定责任，尽管他们可以与自愿的救护车服务签约以提供这种服务，其中许多与英国红十字会，圣约翰救护车或其他本地提供者签约。如此签约的最后一个圣约翰分部（原来是当地单位的名称，现在称为“分支机构”）据称位于剑桥郡的惠特尔西，在那里分店仍然可以看到两室救护车车库。总部。区域救护人员委员会在1979年报告说：“当地提供的服务质量存在很大差异，尤其是在车辆，人员和设备方面。大多数服务是由地方当局通过其卫生医生及其救护车进行管理的军官，一些人在消防部门的主持下，而另一些人则依靠代理方法提供部分或全部服务。
现有的142辆救护车服务是根据1973年《国家卫生服务重组法》从地方当局转移到1974年由中央政府控制的，并在地区或地区卫生当局的领导下合并为53种服务。
随着2012年《健康与社会关怀法》的通过，各个地区的救护车服务的调试从中央政府的控制权转移到了区域临床调试组（CCG）手中。

## 当前公共条款
每个地区的专员都有责任与合适的组织签约，以在其地理区域内提供救护车服务。 目前，每个地区的主要提供者由一个公共NHS机构负责，该机构在英格兰有11个.但是在其他的三个国家中每个国家只有一个

### 英格兰
在英格兰，现在有十个NHS救护车信托基金，以及在怀特岛的救护车服务，由怀特岛NHS信托基金直接运营，其边界通常沿袭前地区政府办公室的边界。 十个信托是：
- 东中部地区救护车服务NHS信托
- 英格兰东部救护车服务NHS信托
- 伦敦救护车服务NHS信托
- 东北救护车服务NHS基金会信托
- 西北救护车服务NHS信托
- 南部中央救护车服务NHS基金会信托
- 东南海岸救护车服务NHS基金会信托
- 西南救护车服务NHS基金会信托
- 西米德兰兹急救服务大学NHS基金会信托
- 约克郡救护车服务NHS信托

英国的救护车信托基金由救护车行政总裁协会（AACE）代表，苏格兰，威尔士和北爱尔兰的提供者均为准会员。 2018年11月14日，西米德兰兹郡救护车服务成为英国第一个大学救护车信托基金。

## 监管、治理和监控
英国的所有紧急医疗服务都受到一系列法律和监管要求的制约。